# Llanto por Ignacio Sánchez Mejías
Llanto por Ignacio Sánchez Mejías es una obra poética del poeta español Federico García Lorca, publicada en 1935 por la editorial Cruz y Raya (Madrid), con ilustraciones de José Caballero. Se trata de un conjunto de cuatro elegías de temática taurina a la muerte del torero Ignacio Sánchez Mejías.

## Historia
Lorca la compuso para su amigo el torero Ignacio Sánchez Mejías, muerto de gangrena en agosto de 1934 a causa de una cornada en la plaza de toros de Manzanares por el toro Granadino.
Fue leída por Lorca por primera vez en noviembre de 1934. Pese a que Lorca, a diferencia de Gerardo Diego, no fue un gran aficionado taurino, sin embargo esta Elegía es considerada uno de los mayores exponentes de la poesía taurina.

## Contenido

### Estructura
Consta de cuatro partesː la cogida y la muerte, la sangre derramada, cuerpo presente y alma ausente.

«A las cinco de la tarde.

Eran las cinco en punto de la tarde.
Un niño trajo la blanca sábana
a las cinco de la tarde.
Una espuerta de cal ya prevenida
a las cinco de la tarde.
Lo demás era muerte y sólo muerte
a las cinco de la tarde.»
(…)
«¡Que no quiero verla!

«Dile a la luna que venga, 
que no quiero ver la sangre 
de Ignacio sobre la arena.
¡Que no quiero verla!
La luna de par en par.
Caballo de nubes quietas,
y la plaza gris del sueño

con sauces en las barreras.»
Federico García Lorca (Llanto por Ignacio Sánchez Mejías)